# Tadaka Corona
Tadaka Corona est une corona, formation géologique en forme de couronne, située sur la planète Vénus par -4° S et 210,5° E. Elle est localisée dans le quadrangle de Taussig. Elle a été nommée en référence à Tadaka, déesse indienne de la Terre et de la nature. 

## Géographie et géologie
Tadaka Corona couvre une surface circulaire d'environ 260 km de diamètre. 